# 1981 en Suisse
Chronologie de la Suisse
- 1977
- 1978
- 1979
- 1980
- 1981
- 1982
- 1983
- 1984
- 1985

## Gouvernement au1erjanvier 1981
- Conseil fédéral[1]:
  - Kurt Furgler PDC, président de la Confédération
  - Fritz Honegger PRD, vice-président du Conseil fédéral
  - Georges-André Chevallaz PRD
  - Hans Hürlimann PDC
  - Willi Ritschard PSS
  - Leon Schlumpf UDC
  - Pierre Aubert PSS

## Évènements

### Janvier
Mardi 6 janvier 
- Une avalanche coupe l’autoroute A2 et la ligne ferroviaire du Saint-Gothard.

 Mercredi 21 janvier 
- Décès à Fribourg, à l’âge de 83 ans, de l’ingénieur Beda Hefti, fondateur de la Course Morat-Fribourg.

 Dimanche 25 janvier 
- Elections cantonales en Argovie. Kurt Lareida (PRD), Jörg Ursprung (UDC), Hans Jörg Huber (PDC), Louis Lang (PSS) et Arthur Schmid (PSS) sont élus au Conseil d’État lors du 1er tour de scrutin.

### Février
Mardi 17 février 
- Pour la deuxième fois de son histoire, le HC Bienne devient champion de Suisse de hockey-sur-glace.
- Décès de Marcel Bezençon, ancien directeur de la SSR.

 Samedi 28 février 
- La Radio suisse alémanique lance un Club de nuit et diffuse désormais des émissions 24 h sur 24.

### Mars
Dimanche 8 mars 
- Elections cantonales en Valais. Hans Wyer (PDC), Bernard Bornet (PDC), Guy Genoud (PDC), Bernard Comby (PRD) et Franz Steiner (PDC) sont élus au Conseil d’État lors du 2e tour de scrutin.

 Jeudi 19 mars 
- Décès à Sent (GR), à l’âge de 60 ans, de l’écrivain romanche Cla Biert.

 Samedi 21 mars 
- 7000 personnes manifestent à Zurich pour réclamer une solution au problème du Centre autonome de jeunesse. La manifestation s’achève par des affrontements avec la police.

 Dimanche 29 mars 
- Election complémentaire dans le Canton de Vaud. Daniel Schmutz (PSS) et Jean-Pascal Delamuraz (PRD) sont élus au Conseil d’État lors du 2e tour de scrutin.
- Pour la première fois, la Suisse se met à l’heure d’été, comme le font les pays voisins depuis 1976.

### Avril
Mercredi 1er avril 
- Utilisé comme tel à titre provisoire depuis 1961, le Cantique suisse devient définitivement l’hymne national selon une décision du Conseil fédéral.

 Dimanche 5 avril 
- Votations fédérales. Le peuple rejette, par 1 304 153 non (83,8 %) contre 252 531 oui (16,2 %), l'Initiative populaire « être solidaires en faveur d'une nouvelle politique à l'égard des étrangers ».
- Elections cantonales à Neuchâtel. André Brandt (PRD), Jacques Béguin (PLS), Jean Cavadini (PLS), René Felber (PSS) et Pierre Dubois(PSS) sont élus au Conseil d’État lors du 1er tour de scrutin.

 Mercredi 15 avril 
- Décès au Grand-Saconnex (GE), à l’âge de 77 ans, de la militante féministe Emma Kammacher, qui fut la première femme suisse à présider un législatif cantonal en 1965.

 Mardi 7 avril 
- Création à Zurich de l’Académie suisse des sciences techniques (ASST)

 Dimanche 12 avril 
- Emportés par une avalanche, 5 skieurs trouvent la mort près de Davos.

 Jeudi 23 avril 
- Fondation à Lausanne de l’Institut de hautes études en administration publique (IDHEAP).

 Jeudi 30 avril 
- Six alpinistes sont emportés par une avalanche dans le massif du Grand Combin.

### Mai
Mardi 6 mai 
- Décès du cabaretiste alémanique Zarli Carigiet.

 Samedi 9 mai 
- Inauguration du Musée Johanna Spyri à Hirzel (ZH).

 Dimanche 10 mai 
- Elections cantonales à Soleure. Walter Bürgi (PRD), Alfred Rötheli (PDC), Rudolf Bachmann (PSS), Fritz Schneider (PRD), Gottfried Wyss (PSS) sont élus au Conseil d’État lors du 1er tour de scrutin.

 Vendredi 15 mai 
- Inauguration de la centrale nucléaire de Gösgen.
- Décès à Porrentruy (JU), à l’âge de 80 ans, de l’écrivain et critique littéraire Charles Beuchat.

 Samedi 16 mai 
- Vernissage au Musée jurassien de Delémont, de l’exposition de la Bible de Moutier-Grandval.

 Lundi 18 mai 
- Visite officielle de Sandro Pertini, président de la République italienne.

 Dimanche 25 mai 
- L'agence Associated Press ouvre une filiale en Suisse, avec une centrale à Berne et deux bureaux à Lausanne et Zurich.

### Juin
Jeudi 11 juin 
- Le Soleurois Walter Buser devient le premier chancelier socialiste de la Confédération.
- Décès à Lausanne, à l'âge de 62 ans, du journaliste Pierre Cordey

 Samedi 13 juin 
- Visite officielle de Luis Herrera Campins, président du Venezuela.
- Le FC Zurich s’adjuge, pour la neuvième fois de son histoire, le titre de champion de Suisse de football.

 Dimanche 14 juin 
- Votations fédérales. Le peuple approuve, par 858 008 oui (65,5 %) contre 450 998 non (34,5 %), le contre-projet à l'initiative populaire pour la protection des droits des consommateurs. Le peuple approuve également, par 797 702 oui (60,3 %) contre 525 885 non (39,7 %), le contre-projet à l'initiative populaire pour l'égalité des droits entre hommes et femmes lancée par Jacqueline Berenstein-Wavre et Alexandre Berenstein.

 Mercredi 17 juin 
- Des malfaiteurs s’emparent d’une fourgonnette contenant pour 6 millions de francs de métaux précieux à l’aéroport de Genève.

 Vendredi 19 juin 
- Le Suisse Beat Breu remporte le Tour de Suisse cycliste

### Juillet
Mercredi 1er juillet 
- Introduction du port obligatoire de la ceinture de sécurité pour les passagers des voitures et du port obligatoire du casque pour les motocyclistes.
- Ouverture d’un tronçon de 16,7 km sur l’autoroute A2 entre Sursee et Emmen.
- Ouverture d’un tronçon de 12 km sur l’autoroute A4 entre l’échangeur de Holzhäusern et l’échangeur de Süsswinkel.

 Mardi 21 juillet 
- Attentat à Lausanne : une bombe placée par l'Armée secrète arménienne de libération de l'Arménie explose dans le grand magasin Uniprix (Coop dès 2002) de la place St-François, blessant 26 personnes.

 Vendredi 24 juillet 
- Une coulée de boue emporte une tente à Domat/Ems. Ses six occupantes, des fillettes et une monitrice venues d’Altdorf pour participer à un camp de jeunesse, perdent la vie.

### Août
Samedi 1er août 
- Plus de 5 000 personnes manifestent sur le site de la centrale nucléaire projetée à Kaiseraugst.

 Samedi 8 août 
- Décès du cinéaste Lazar Wechsler.

 Mardi 17 août 
- Premier Festival international de film de comédie à Vevey.

 Vendredi 27 août 
- Décès à Monaco, à l’âge de 73 ans, de l’architecte Denis Honegger.

### Septembre
Lundi 7 septembre 
- Visite officielle de Rudolf Kirchschläger, président de la République d’Autriche.

 Jeudi 10 septembre 
- Première parution de l’Hebdo.

 Lundi 14 septembre 
- Première diffusion de l'émission quotidienne pour les enfants de la TSR (aujourd’hui RTS), les Babibouchettes. Jusqu’au 31 décembre 1999, il y aura 4000 épisodes.

 Samedi 19 septembre 
- 10 000 personnes manifestent à Sion pour demander le percement du tunnel routier du Rawyl.

 Dimanche 27 septembre 
- Inauguration de la liaison TGV Genève-Paris.
- Importante inondations au Tessin. Le Lac Majeur déborde et inonde les quais de Locarno.

 Lundi 28 septembre 
- Ouverture des XXVIIIes Rencontres internationales de Genève consacrées à L'exigence d'égalité.

### Octobre
Mercredi 7 octobre 
- Visite officielle du président de la République d'Autriche, Rudolf Kirchschläger.

 Dimanche 11 octobre 
- Ouverture du tunnel de la Furka, entre Oberwald et Realp.

 Mercredi 21 octobre 
- Décès à Zurich, à l’âge de 89 ans, d’Armin Meili, directeur de l’Exposition nationale de 1939.

 Mardi 27 octobre 
- Décès, à Genève, de l’écrivain Albert Cohen.

 Samedi 31 octobre 
- 30 000 personnes manifestent à Kaiseraugst contre le projet de centrale nucléaire.

### Novembre
Mercredi 4 novembre 
- La Radio suisse romande inaugure ses programmes nocturnes entre minuit et six heures du matin.

 Jeudi 5 novembre 
- Inauguration d’un tronçon de 18 km sur l’autoroute A1 entre Berne et Morat.

 Dimanche 15 novembre 
- Elections cantonales à Genève. Robert Ducret (PRD), Guy Fontanet (PDC), Alain Borner (PRD), Jacques Vernet (PLS), André Chavanne (PSS) et Christian Grobet (PSS) sont élus au Conseil d’État lors du 1er tour de scrutin.

 Lundi 23 novembre 
- Inauguration d’un tronçon de 78 km sur l’autoroute A12 entre Vevey et Vaulruz.

 Dimanche 29 novembre 
- Votations fédérales. Le peuple approuve, par 818 327 oui (69,0 %) contre 368 508 non (31,0 %), l’arrêté fédéral concernant la prorogation du régime financier et l'amélioration des finances fédérales.

### Décembre
Dimanche 6 décembre 
- Elections cantonales à Fribourg. Rémi Brodard (PDC), Marius Cottier (PDC), Félicien Morel (PSS), Édouard Gremaud (PDC), Ferdinand Masset (PRD), Denis Clerc (PSS) et Hans Baechler (PRD) sont élus au Conseil d’État lors du 2e tour de scrutin.

 Mardi 15 décembre 
- Inauguration d’un tronçon de 9 km sur l’autoroute A9 entre Evionnaz et Martigny.

 Vendredi 18 décembre 
- Inauguration du centre d'expositions et de congrès Palexpo, à Genève.